# Uefa Futsal Champions League
Uefa Futsal Champions League, tidigare Uefa Futsal Cup, är den årlig futsalturnering för de europeiska futsal-klubblagen, turneringen arrangeras av Uefa. Turneringen grundades 2001 och ersatte Futsal European Clubs Championship, en turnering som startade 1984. Turneringen har ibland ändrat utformningen, till exempel så spelades finalen över en match på neutral plan den första säsongen, medan finalen har spelats över två matcher (dubbelmöte, hemma/borta) 2002-2006, för att sedan gå tillbaka att spela finalen över en match. Mellan 2001 och 2006 spelades ingen bronsmatch, vilken först började spelas säsongen 2006/2007. 
Sedan säsongen 2008/2009 finns det tre gruppspel, där de lägst rankade lagen går in i det första gruppspelet, medan de högst rankade lagen går in i det tredje gruppspelet. Detta betyder att de lägst rankade lagen måste vinna tre gruppspel för att nå slutspelet, medan de högst rankade bara behöver vinna ett. Ett värdland/värdlag utses för varje gruppspels som spelas, då gruppspelen spelas i enkelmöten. Efter det tredje gruppspelet, följer ett slutspel, i slutspelet utses ett värdland för hela slutspelet.
Från och med säsong 2018/2019 tituleras tävlingen Uefa Futsal Champions League.

## Vinnare
| Säsong                       | Värdland        | Vinnare                  | Resultat        | Finalist                 | Semifinalförlorare                        | Semifinalförlorare                        | Semifinalförlorare                        |
| Uefa Futsal Cup              | Uefa Futsal Cup | Uefa Futsal Cup          | Uefa Futsal Cup | Uefa Futsal Cup          | Uefa Futsal Cup                           | Uefa Futsal Cup                           | Uefa Futsal Cup                           |
| ---------------------------- | --------------- | ------------------------ | --------------- | ------------------------ | ----------------------------------------- | ----------------------------------------- | ----------------------------------------- |
| 2001/2002                    | Portugal        | Playas de Castellón      | 5–1             | Action 21 Charleroi      | MNK Split · Sporting CP                   | MNK Split · Sporting CP                   | MNK Split · Sporting CP                   |
| 2002/2003                    | i.u.            | Playas de Castellón      | 7–5 (1–1, 6–4)  | Action 21 Charleroi      | Furpile Prato · Boomerang Interviú        | Furpile Prato · Boomerang Interviú        | Furpile Prato · Boomerang Interviú        |
| 2003/2004                    | i.u.            | Boomerang Interviú       | 7–5 (4–1, 3–4)  | Benfica                  | Action 21 Charleroi · Playas de Castellón | Action 21 Charleroi · Playas de Castellón | Action 21 Charleroi · Playas de Castellón |
| 2004/2005                    | i.u.            | Action 21 Charleroi      | 10–9 (4–3, 6–6) | Dinamo Moskva            | ElPozo Murcia · Boomerang Interviú        | ElPozo Murcia · Boomerang Interviú        | ElPozo Murcia · Boomerang Interviú        |
| 2005/2006                    | i.u.            | Boomerang Interviú       | 9–7 (6–3, 3–4)  | Dinamo Moskva            | Kairat · Sjachtar Donetsk                 | Kairat · Sjachtar Donetsk                 | Kairat · Sjachtar Donetsk                 |
| Säsong                       | Värdland        | Vinnare                  | Resultat        | Finalist                 | Trea                                      | Resultat                                  | Fyra                                      |
| 2006/2007                    | Spanien         | Dinamo Moskva            | 2–1             | Boomerang Interviú       | ElPozo Murcia                             | 1–1 (4–3 str.)                            | Action 21 Charleroi                       |
| 2007/2008                    | Ryssland        | Viz-Sinara Yekaterinburg | 4–4 (3–2 str.)  | ElPozo Murcia            | Dinamo Moskva                             | 5–0                                       | Kairat                                    |
| 2008/2009                    | Ryssland        | Inter Movistar           | 5–1             | Viz-Sinara Yekaterinburg | Kairat                                    | 1–0                                       | Dinamo Moskva                             |
| 2009/2010                    | Portugal        | Benfica                  | 3–2 (e.fl)      | Inter Movistar           | Araz Naxçivan                             | 2–2 (5–4 str.)                            | Luparense                                 |
| 2010/2011                    | Kazakstan       | Montesilvano             | 5–2             | Sporting CP              | Kairat                                    | 3–3 (5–3 str.)                            | Benfica                                   |
| 2011/2012                    | Spanien         | Barcelona                | 3–1             | Dinamo Moskva            | Marca                                     | 3–3 (4–3 str.)                            | Sporting CP                               |
| 2012/2013                    | Georgien        | Kairat                   | 4–3             | Dinamo Moskva            | Barcelona                                 | 4–1                                       | Iberia Star                               |
| 2013/2014                    | Azerbajdzjan    | Barcelona                | 5–2 (e.fl)      | Dinamo Moskva            | Araz Naxçivan                             | 6–4                                       | Kairat                                    |
| 2014/2015                    | Portugal        | Kairat                   | 3–2             | Barcelona                | Sporting CP                               | 8–3                                       | Dina Moskva                               |
| 2015/2016                    | Spanien         | TTG-Ugra Yugorsk         | 4–3             | Inter Movistar           | Benfica                                   | 2–2 (2–0 str.)                            | Pescara                                   |
| 2016/2017                    | Kazakstan       | Inter Movistar           | 7–0             | Sporting CP              | Kairat                                    | 5–5 (3–2 str.)                            | Gazprom-Ugra Yugorsk                      |
| 2017/2018                    | Spanien         | Inter Movistar           | 5–2             | Sporting CP              | Barcelona                                 | 7–1                                       | Győri ETO                                 |
| Uefa Futsal Champions League |                 |                          |                 |                          |                                           |                                           |                                           |
| 2018/2019                    | Kazakstan       | Sporting CP              | 2–1             | Kairat                   | Barcelona                                 | 3–1                                       | Inter Movistar                            |
| 2019/2020                    | Spanien         | Barcelona                | 2–1             | ElPozo Murcia            | MFK KPRF                                  | 2–2 (3–1 str.)                            | MFK Tyumen                                |
| 2020/2021                    | Kroatien        | Sporting CP              | 4–3             | Barcelona                | Boomerang Interviú · Kairat               | Boomerang Interviú · Kairat               | Boomerang Interviú · Kairat               |
| 2021/2022                    | Lettland        | Barcelona                | 4–0             | Sporting CP              | Benfica                                   | 5–2                                       | ACCS Asnières                             |
| 2022/2023                    | Spanien         | Palma Futsal             | 1–1 (5–3 str.)  | Sporting CP              | Benfica                                   | 4–3                                       | Anderlecht                                |
| 2023/2024                    | Armenien        | Palma Futsal             | 5–1             | Barcelona                | Benfica                                   | 6–3                                       | Sporting CP                               |
| 2024/2025                    | Frankrike       | Palma Futsal             | 9–4             | Kairat Almaty            | Jimbee Cartagena                          | 2–2 (3–1 str.)                            | Sporting CP                               |